# کوچورا
کوچورا (به صربی: Koćura) یک منطقهٔ مسکونی در صربستان است که در ناحیه پچینیا واقع شده‌است. کوچورا ۲۳۴ نفر جمعیت دارد.